# British New Wave
The British New Wave é um estilo de filmes lançado na Grã-Bretanha entre 1959 e 1963. O rótulo é uma tradução de Nouvelle Vague, o termo francês aplicado pela primeira vez aos filmes de François Truffaut, e Jean-Luc Godard entre outros.

## Características estilísticas
A Nova Onda Britânica foi caracterizada por muitas das mesmas convenções estilísticas e temáticas da Nova Onda Francesa. Geralmente em preto e branco, esses filmes tinham uma qualidade espontânea, muitas vezes rodados em estilo pseudodocumentário (ou cinéma vérité) em locais reais e com pessoas reais em vez de extras, aparentemente capturando a vida como ela acontece.
Há uma considerável sobreposição entre a New Wave e os jovens raivosos, grupo de artistas do teatro e do cinema britânicos, como o dramaturgo John Osborne e o diretor Tony Richardson, que desafiaram o status quo social. Seu trabalho chamou a atenção para a realidade da vida das classes trabalhadoras, especialmente no norte da Inglaterra, muitas vezes caracterizada como "É sombrio no norte". Esse tipo particular de drama, centrado na classe e nos detalhes da vida cotidiana, também era conhecido como realismo da pia da cozinha.

## Filmes
- Room at the Top (1959; dirigido por Jack Clayton)[5][6]
- Look Back in Anger (1959; dirigido por Tony Richardson)[5][6]
- The Entertainer (1960; dirigido por Tony Richardson)[5]
- Saturday Night and Sunday Morning (1960; dirigido por Karel Reisz)[5][6]
- A Taste of Honey (1961; dirigido por Tony Richardson)[5][6]
- A Kind of Loving (1962; dirigido por John Schlesinger)[5][6]
- The Loneliness of the Long Distance Runner (1962; dirigido por Tony Richardson)[5][6]
- The L-Shaped Room (1962; dirigido por Bryan Forbes)[6]
- This Sporting Life (1963; dirigido por Lindsay Anderson)[5][6]
- Billy Liar (1963; dirigido por John Schlesinger)[5][6]